# باشگاه فوتبال سیبالیا
باشگاه فوتبال سیبالیا (انگلیسی: HNK Cibalia) یک باشگاه فوتبال در شهر وینکوتسی، کرواسی است. این باشگاه که در سال ۱۹۱۹ تأسیس شده سابقه یک نایب قهرمانی در جام حذفی فوتبال کرواسی را دارد.